# Bad (Kurort)
Bad ist im deutschen Sprachraum ein häufiger Bestandteil von Ortsnamen, der auf das Vorhandensein eines Kurbads, insbesondere eines Heilbads, hinweist.

## Rechtlicher Status
Als geschütztes Prädikat dürfen in Deutschland nur staatlich anerkannte Heilbäder den Städtebeinamen Bad erhalten. Dieser ist indes nicht zwangsläufig an den Status einer selbständigen Gemeinde gekoppelt, sondern kann auch von Stadtteilen geführt werden, wie z. B. Bonn-Bad Godesberg oder Stuttgart-Bad Cannstatt. Unter bestimmten Umständen ist es aber möglich, dass ein Ort auch nach Aberkennung des Prädikats „staatlich anerkanntes Heilbad“ den Ortsnamenszusatz „Bad“ weiterführen darf und in Ortsnamenslisten weiter unter „B“ wie „Bad“ alphabetisch eingereiht bleibt. Als Begründung für die „pragmatische“ Regelung wurde 2013 angeführt: „Der Aufwand und die Kosten etwa für die Änderung von Vereinsfahnen und Uniformen, die Umstellung von Fahrplänen, Karten oder Ortsschildern stehen in keinem Verhältnis zu einem wie auch immer gearteten Nutzen beim Wegfall des Namenszusatzes ‚Bad‘.“
In Österreich sind Heilbäder, Thermalbäder oder Luftkurorte dann dazu berechtigt, diesen Titel zu tragen, wenn er ihnen von der jeweiligen Landesregierung verliehen worden ist.

## Ähnliche Namenszusätze
- Im Englischen entspricht Spa als nachgestellter Namenszusatz dem deutschen „Bad“. Der Name leitet sich vom belgischen Badeort Spa ab.[2]
- In Frankreich wird der Zusatz -les-Bains dem Ortsnamen angefügt, wenn dort ein Thermalbad oder Seebad vorhanden ist.
- In Italien wird der Zusatz Terme dem Ortsnamen nachgestellt, wenn dort ein Kurort mit Thermalbad vorhanden ist.
- In Polen wird der Zusatz Zdrój (polnisch für Quelle) dem Ortsnamen nachgestellt, wenn dort ein Thermalbad oder Heilbad vorhanden ist.
- In Serbien wird der Zusatz banja dem Ortsnamen nachgestellt, wenn dort ein Kurort mit Thermalbad und Heilbad vorhanden ist.
- Nach dem Vorbild im deutschsprachigen Raum erhielt Nieuweschans als erster und bislang einziger Ort in den Niederlanden aufgrund seines Thermalbads den Namenszusatz „Bad“. Der Ort wird seit dem 1. Oktober 2009 „Bad Nieuweschans“ genannt.
- In Japan entspricht ein angehängtes „-Onsen“ dem deutsch-niederländischen Bad.

## Heraldik
Auswahl von gemeinen Figuren, die einen Badeort darstellen:

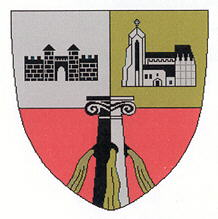
Trinkbrunnen: Bad Deutsch-Altenburg
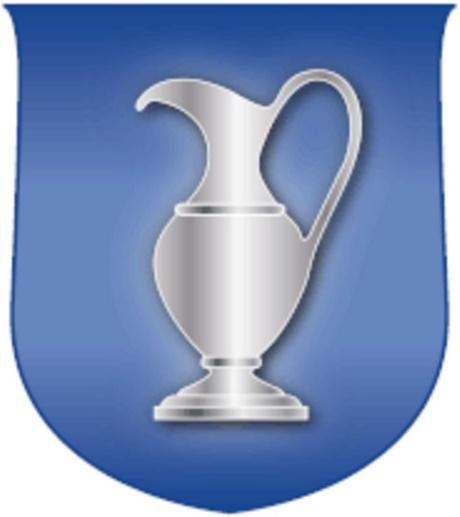
Krug: Bad Gastein
Badescheffel: Bad Gögging
Krüge: Bad Häring
Badewanne: Bad Liebenzell
Springbrunnen: Bad Mitterndorf (bis 2014)
Quellfassung: Morsbronn-les-Bains
Sprudelhof: Bad Nauheim
Äskulapstab: Bad Nenndorf
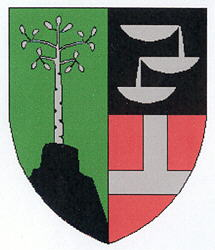
Wasserspiel: Bad Pirawarth
Brunnenstube: Bad Schallerbach
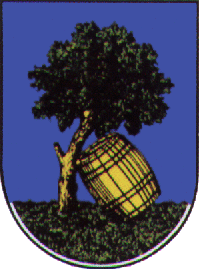
Badefass: Bad Vöslau

- Brunnen finden sich beispielsweise auch für:

Bad Bellingen
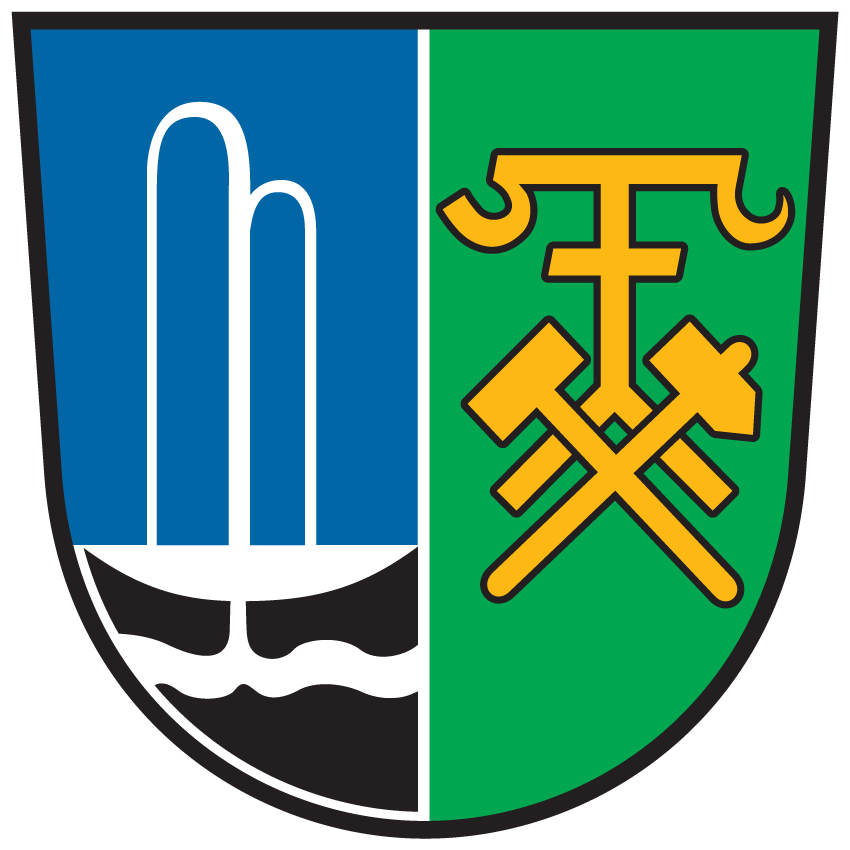
Bad Bleiberg
Bad Bocklet
Bad Boll
Bad Brambach
Bad Breisig
Bad Eilsen
Bad Füssing
Bad Heilbrunn
Bad Imnau
Bad Kleinkirchheim
Bad Rippoldsau-Schapbach
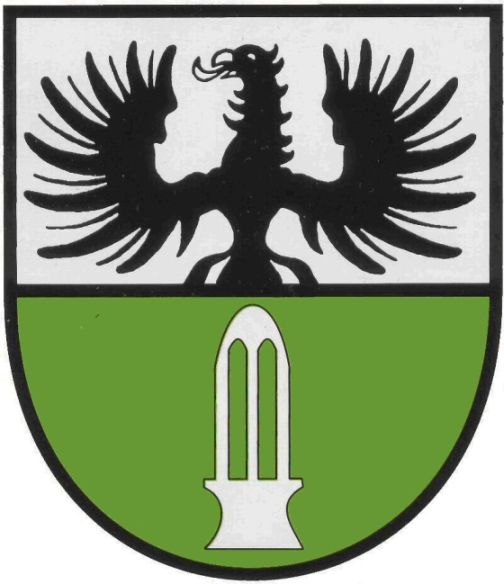
Bad Salzig
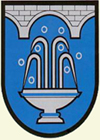
Bad Sauerbrunn
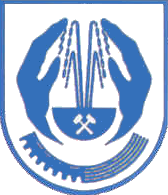
Bad Schlema
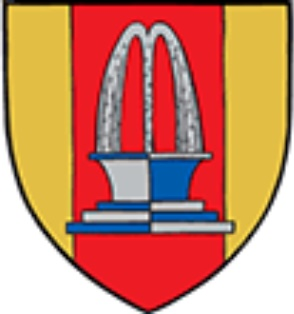
Bad Schönau
Bad Schönborn
Bad Steben
Bad Überkingen
Bad Wildbad
Bains-les-Bains
Jedlina-Zdrój (dt.: Bad Charlottenbrunn)
Świeradów-Zdrój (dt.: Bad Flinsberg)

- Zu Zusammenstellungen siehe auch Bütte

## Listen von Kurorten und Bädern
- Liste der Orte mit Namenszusatz „Bad“
- Liste von Kurorten in Deutschland
- Liste deutscher Seebäder
- Bedeutende Kurstädte Europas (UNESCO-Welterbe)